# Vinga (Gotemburgo)

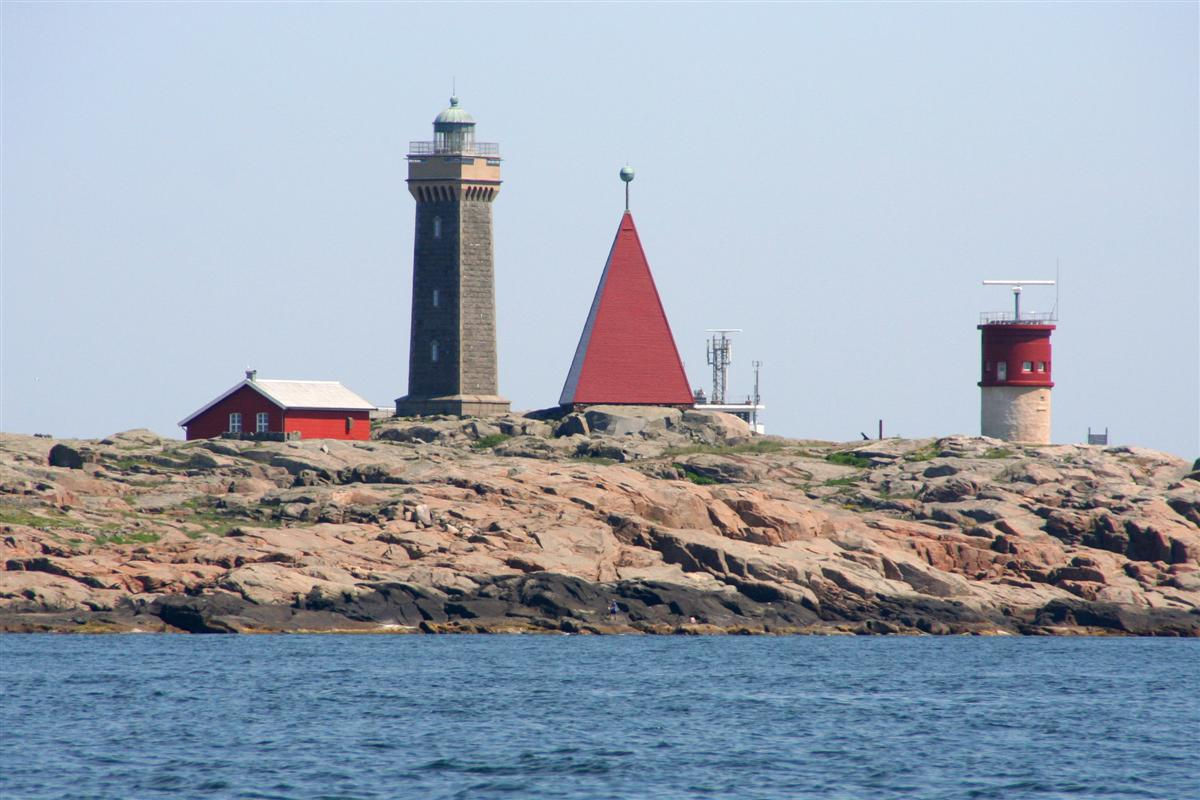

A ilha de Vinga ( pronúncia)  está situada a 17 km a oeste de Gotemburgo, a maior cidade da costa oeste da Suécia. Tem uma superfície de cerca de 0,3 km2.
O nome “Vinga” está associado a um farol, como sítio de recreação, e também por ter sido um lugar de pilotos de barras e portos. O farol é conhecido pela sua importância, pois ainda hoje ajuda os navios a aportarem no porto de Gotemburgo. É também um ponto de interesse para os turistas e os cidadãos de Gotemburgo.  Antigamente, na torre de controle, os pilotos podiam controlar os navios que vinham para abordá-los e auxiliá-los para aportar no porto de Gotemburgo. A torre hoje em dia está fechada, mas o farol ainda se encontra ativo, mesmo não havendo um faroleiro. Desde 1976, ninguém mora em Vinga permanentemente. 

## Estruturas
Na ilha de Vinga existe um farol. Há também uma espécie de marca de sinalização marítima feita de madeira que mede 24 metros de altura e 124 metros quadrados na base. Uma torre de controle (de tráfego marítimo) está localizada na zona leste da ilha. Na ”aldeia” há casas e telheiros de madeira com telhados revestidos em ardósia onde viveram os faroleiros com as suas famílias. Havia também uma escola. As estruturas encontradas na ilha de Vinga foram declaradas como estruturas históricas nacionais em 1978. 

## História
A história de Vinga está documentada desde o século XVI. Naquela época existiam sinalizações simples para ajudar os navios a navegar quando se aproximavam do porto de Gotemburgo. 
No ano 1606 foi fundada a primeira marca (de sinalização marítima) de madeira. Os dinamarqueses queimaram-na e uma nova foi construída em 1675.  Esta foi renovada cerca de 25 anos depois sob as ordens do rei Carlos XI. Em 1720 a marca foi substituída por uma nova de madeira com a forma de uma pirâmide. No topo havia um barril dourado.  Ao mesmo tempo essa marca foi complementada com uma torre de controle para os pilotos.  A marca foi destruída por uma trovoada em 1856. 
No ano seguinte, a marca que ainda existe até hoje, foi construída em madeira e pintada de vermelho. No topo há um cetro com um globo em cobre.
O primeiro farol de pedra com uma forma cilíndrica foi inaugurado em 1841. A altura era cerca de quatro metros.  A luz do farol era a mesma que dois outros faróis chamados “Nidingen” e “Skagen”, situados na ilha de Nidingen (Suécia) e no cabo de Skagen (Dinamarca). Todos os três tinham um brilho branco com a mesma frequência, o que dificultava a navegação dos navios. Por isso um novo farol foi construído ao lado do farol de Vinga no ano de 1854.  Este foi construído em tijolo e tinha uma altura de cerca de seis metros.  Hoje em dia tudo que resta do segundo farol são os alicerces.  O primeiro farol foi posteriormente transformado numa torre de controle.  
O número de navios que vieram para o porto de Gotemburgo aumentou na segunda metade do séc. XIX  e os dois primeiros faróis de Vinga foram apagados e substituídos. Em 1890 o atual farol de Vinga ficou pronto. Inicialmente a luz do farol era movida a óleo. Em 1950 o farol foi eletrificado e em 1974 automatizado. O farol é o mesmo que se encontra em Vinga hoje.
Havia também um sinal de nevoeiro que ajudava os navios quando a visibilidade era má.  
Como um complemento do farol de Vinga houve entre os anos de 1929-1965 uma "barca farol” com as coordenadas N 57 34, E 11 36. Esta foi substituída pelo farol “Trubaduren” em 1965, que por sua vez está cravado no fundo do mar.  
O primeiro faroleiro mudou-se para Vinga em 1841 , e o último deixou a ilha em 1976. 
Os primeiros pilotos de Gotemburgo moraram na ilha Brännö. Desde a segunda metade do século XVII eles usaram Vinga como um lugar para vigiar barcos que se aproximavam de Gotemburgo.  
Cem anos depois, a primeira casa para os pilotos foi construída em Vinga e o lugar de trabalho dos pilotos passou a ser lá permanentemente. No ano de 1997 a torre de controle foi fechada.

## Fatos técnicos do farol
O farol de Vinga tem como coordenadas 57°37,92'N 11°36,08'E.   A forma da torre do farol é quadrada com uma construção em pedra que foi retirada na ilha.  A fachada é revestida de pórfiro, que é uma rocha escura com grãos brilhantes de feldspato.
- Altura da torre: 29 metros
- Altitude: 46 metros
- Alcance luminoso: 25,5 milhas náuticas, (cerca de 45 quilómetros )
- Luz característica:branca, Fl(2) 30 s, dois brilhos intensos cada 30 segundos
- Óptico: de primeira ordem (1840 Ø) lente plana dióptrico. A lâmpada é de 2 000 W

## Geologia, botânica e ornitologia
O pórfiro de Vinga foi formado há cerca de 950 milhões de anos atrás. O leito rochoso de Vinga é principalmente composto de pórfiro. 
O alicerce básico de Vinga é nutritivo e cria boas condições para uma flora rica com flores raras. 
Koholmen, a ilha mais perto de Vinga, é uma reserva para pássaros. Não é permitido ir lá entre 1 de abril e 15 de julho, enquanto os pássaros estão a nidificar.  Durante o inverno várias aves aquáticas costumam invernar nas águas ao redor. Vinga, e as ilhas perto, foram declaradas reserva natural em 1987.

## Vinga na música
Muitos cantores nacionais e locais na Suécia cantam sobre Vinga. Um deles era o trovador Evert Taube (1890 - 1976). Durante 10 anos da sua infância ele morou em Vinga, e em várias das suas canções Vinga é mencionada. Vinga é também encontrada em letras de Lasse Dahlquist (1910 – 1979) que era compositor e cantor. Håkan Hellström (1974 -) que é um compositor e cantor de música moderna, tem composto e escrito letras em várias canções nas quais Vinga é mencionada. 

## Turismo, natação e canoagem
Os edifícios em Vinga são operados por voluntários da associação ”Winga vänner”. 
Entre as ilhas Vinga e Koholmen existe um estreito. Lá há um pequeno porto para os barcos de recreio e os barcos dos pilotos. 
Os turistas que queiram visitar Vinga, podem apanhar um barco turístico em Gotemburgo. O passeio leva cerca de uma hora. Na ilha há um café e um quiosque. 
Durante o verão as pessoas podem nadar no mar que circunda Vinga. É também possível pescar neste mesmo durante todo o ano. 